# Рудка-Ловецька
Рудка-Ловецька (пол. Rudka Łowiecka) — село в Польщі, у гміні Ганськ Володавського повіту Люблінського воєводства.
Населення — 83 особи (2011).
У 1975-1998 роках село належало до Холмського воєводства.

## Демографія
Демографічна структура станом на 31 березня 2011 року:
|          | Загалом | Допрацездатний вік | Працездатний вік | Постпрацездатний вік |
| -------- | ------- | ------------------ | ---------------- | -------------------- |
| Чоловіки | 45      | 14                 | 27               | 4                    |
| Жінки    | 38      | 9                  | 24               | 5                    |
| Разом    | 83      | 23                 | 51               | 9                    |